# Na-Ga
Na-Ga – japoński artysta, który pracuje jako projektant postaci i ilustrator powieści wizualnych w studiu Key.
W latach 1997–1999 pracował w studiu Pearlsoft R nad grami Hakanai Omoi: Anemone i Sweet Days. W studiu Key tworzył grafikę do powieści wizualnych Air i Clannad. Współpracował z Itaru Hinoue nad projektowaniem postaci w Little Busters!, Little Busters! Ectasy i Kud Wafter. W dziewiątej grze Key, Rewrite, tworzył ilustracje (CG). Zaprojektował wizerunki postaci także do gry Summer Pockets.
Na-Ga współpracował z Junem Maedą przy tworzeniu anime Angel Beats!, Charlotte i Kami-sama ni natta hi jako główny projektant postaci. Był też członkiem koła dōjinshi o nazwie „from-D”.
Koszulka z autografem zawierająca stworzony przez Na-Ga rysunek Rikiego Naoe, bohatera Little Busters!, została w marcu 2009 roku sprzedana na portalu aukcyjnym Yahoo! za ponad 2 miliony jenów.